# Ray Allen
Walter Ray Allen Jr. (født 20. juli 1975, i Merced, Californien, USA) er en amerikansk tidligere basketballspiller (shooting guard), der spillede 18 år i NBA-ligaen.

## Karriere
Allen spillede college-basket hos University of Connecticut, inden han i 1996 blev draftet til NBA af Minnesota Timberwolves. Han blev dog umiddelbart derefter tradet til Wisconsin-holdet Milwaukee Bucks.
Fra 1996 til 2014 spillede Allen i NBA, hvor han repræsenterede først Milwaukee Bucks og siden Seattle SuperSonics, Boston Celtics og Miami Heat. Han vandt to NBA-mesterskaber i løbet af karrieren, et med Celtics i 2008 og et med Heat i 2014. Hele ti gange i karrieren blev han udtaget til ligaens all-star-kamp.
Allen vandt guld med det amerikanske landshold ved OL 2000 i Sydney.
Efter at have stoppet sin karriere blev Allen i 2018 optaget i Naismith Memorial Basketball Hall of Fame.

## Klubber
- 1996–2003: Milwaukee Bucks
- 2003–2007: Seattle SuperSonics
- 2007–2012: Boston Celtics
- 2012–2014: Miami Heat

## NBA-statistikker
- Point: 24.505 (18,9 per kamp)
- Rebounds: 5.272 (4,1 per kamp)
- Assists: 4.361 (3,4 per kamp)[5]